# ハースト・コミュニケーションズ
ハースト コミュニケーションズ（英: Hearst Communications, Inc.）は、アメリカ合衆国のメディア・コングロマリットである。本社はニューヨーク市にあるハーストタワーに置かれている。創業者のハースト家が今も社主として経営に当たっている。

## 概要
創立はウィリアム・ランドルフ・ハーストがサンフランシスコ・エグザミナーの社主となったときとされ、現在では様々なジャンルの媒体を抱え、アメリカのメディア企業としては世界最大級の企業グループの一つである。
現在、ハーストが全米で発行している新聞はヒューストン・クロニクルなど15の日刊紙と49の週刊紙である。これにハーストが31%の株式を持つアメリカの新聞社メディアニュース・グループの発行紙（日刊43、週刊72）を含めると全米で200近い新聞を発行している。
出版ではCOSMOPOLITAN、Seventeen、Marie claireなど著名な雑誌を約200誌、世界中で発行している。
放送業では、傘下のハーストテレビジョンを通じてA+E、Lifetime、ESPNなど28の放送局、ケーブル局を所有し、全米視聴者の18%のシェアを獲得している。
また、インターネットビジネスや不動産事業なども手がけている。
2011年以降、フランスのアシェット・フィリパッキ・メディアのフランス国外での出版事業をグループで引き受けている。日本法人は長らくなかったが、同年上記事業引き受けに関連してアシェット婦人画報社の株式を買収したことでハースト婦人画報社として設立された。

## 発行および運営する主な媒体

### 雑誌
- コスモポリタン
- エスクァイア
- マリ・クレール（日本以外）
- セブンティーン（米国版）
- ハーパーズ バザー / Harper's Bazaar
- ELLE（フランス本国以外）
- Country Living
- Good Housekeeping
- House Beautiful
- O, The Oprah Magazine
- ポピュラーメカニクス
- Redbook
- SmartMoney（ダウ・ジョーンズとの共同発行）
- Town & Country
- Veranda
- Nat Mags

### 新聞
- ヒューストン・クロニクル（テキサス州ヒューストン）
- サンフランシスコ・クロニクル（カリフォルニア州サンフランシスコ）
- Beaumont Enterprise（テキサス州バーモント）
- Connecticut Post（コネチカット州ブリッジポート）
- Edwardsville Intelligencer（イリノイ州エドワーズビル）
- Greenwich Time（コネチカット州グリニッジ）
- Huron Daily Tribune（ミシガン州バッドアックス）
- Laredo Morning Times（テキサス州ラレード）
- Midland Daily News（ミシガン州ミッドランド）
- Midland Reporter-Telegram（テキサス州ミッドランド）
- The News-Times（コネチカット州ダンバリー）
- Plainview Daily Herald（テキサス州プレインビュー）
- San Antonio Express-News（テキサス州サンアントニオ）
- seattlepi.com以前の名は Seattle Post-Intelligencer（ワシントン州シアトル）
- Times Union（ニューヨーク州オールバニ）
- The Advocate (Stamford)（コネチカット州スタムフォード）
- このほか、メディアニュースグループを通じて43の日刊、72の週刊新聞紙を発行。

### 放送
- A+EネットワークスおよびLifetime（ウォルト・ディズニーとの共同所有）
- ESPN（20%の株式をディズニーと所有）
- ハーストテレビジョン（26の地方局を所有し、テレビ3局とラジオ2局を運営）

### インターネット
- 1UP.com
- GameTab.com
- GameVideos.com
- MyCheats.com
- UGO
- Answerology
- Kaboodle
- eCrush
- RealAge
- seattlepi.com (Seattle Post-Intelligencer)
- Delish.com
- RealBeauty.com

### その他
- キング・フィーチャーズ・シンジケート
- CDS Global
- フィッチ・レーティングス